# Enceladus (maan)
Enceladus (en-sel-a'-dus, IPA [ɛnse'la:dɶs], Grieks Εγκέλαδος) is naar grootte de zesde maan van de planeet Saturnus. Saturnus heeft in totaal 82 bekende manen.
Enceladus heeft de grootste albedo (weerkaatsing van het licht) in het zonnestelsel (> 0,9), dat wil zeggen dat het oppervlak van Enceladus bijna al het zonlicht reflecteert. Mede hierdoor bedraagt de gemiddelde temperatuur er 75 K (-198 °C).

## Etymologie
Enceladus is in de Griekse mythologie een van de Giganten die door Athena werd verslagen en begraven onder de Etna. De erupties van de vulkaan zouden worden veroorzaakt door de bewegingen van de begraven giganten.

## Verkenning
De eerste beelden uit de ruimte van Enceladus werden genomen door de ruimtesonde Voyager 2. Terwijl Voyager 1 slechts van een afstand Enceladus kon observeren in december 1980, had Voyager 2 in augustus 1981 de mogelijkheid beelden te maken van Enceladus met een veel hogere resolutie dan Voyager 1, waarbij het jonge oppervlak van Enceladus onthuld werd.

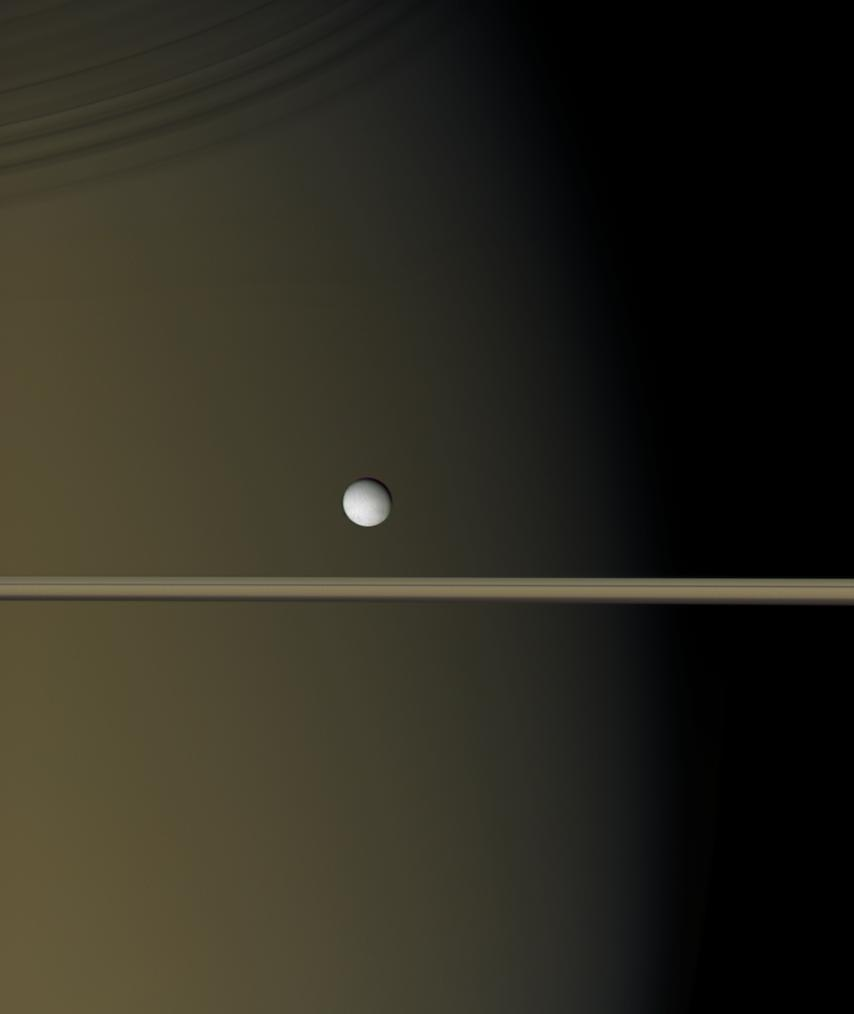
Cassini laat Enceladus zien met op de achtergrond Saturnus en zijn ringen

Een meer gedetailleerde verkenning van Enceladus kon pas worden gedaan toen het ruimtevaartuig Cassini op 30 juni 2004 arriveerde in een baan rond Saturnus. Vanwege de resultaten van de afbeeldingen van Voyager 2, gaven de planners van de Cassini-missie een hoge prioriteit aan de maan Enceladus. Daarom werden er talrijke zeer nabije naderingen gepland, eenmaal tot slechts 25 km van het oppervlak, en tevens enkele "niet-bewust geplande naderingen", op zo'n 100.000 km afstand. De naderingen en datum zijn in de tabel genoteerd.
De eerste drie naderingen van Cassini tot Enceladus hadden opvallende resultaten met betrekking tot het oppervlak van Enceladus en de ontdekking van een waterdamp-spuitend gebied in het geologisch actieve zuidpoolgebied. De nadering van maart 2008 toonde water, warmte en organische moleculen aan, maar geen leven.

## Waterhuishouding
Op 9 maart 2006 werd bekendgemaakt dat Cassini mogelijk geisers van waterdamp had gevonden, die ijsdeeltjes uitspuwen tot een hoogte van bijna 500 kilometer. Enceladus is een van de drie hemellichamen buiten de planetoïdengordel waarop actieve uitbarstingen zijn geobserveerd (samen met de manen Io en Triton).
In de zuidpoolregio van Enceladus zijn opmerkelijk weinig inslagkraters te zien. Deze twee ontdekkingen samen bewijzen dat de maan geologisch actief is. Mogelijke verklaring hiervoor kan zijn dat de maan in een baanresonantie zit, waardoor het interieur verwarmd wordt, net zoals bij de maan Europa. Een andere verklaring hiervoor kan zijn een elektrische opwarming: zie hieronder. Enceladus wordt, net zoals Io, omgeven door geleidend plasma waardoor elektrische stromen lopen.
Onderzoek naar de geisers op Enceladus deed vermoeden dat er zich diep onder het bevroren oppervlak mogelijk een vloeibare oceaan bevindt. Dat werd op 3 april 2014 bevestigd door onderzoekers van de NASA en de ESA: er is een oceaan van waarschijnlijk 1 km diep, op een diepte van 3-4 km onder het oppervlak. Dit is het eerste bewijs van natuurlijk voorkomend vloeibaar water buiten de aarde, wat deze maan een interessant doelwit maakt voor de astrobiologie. De geisers zijn tevens de waarschijnlijke bron van het materiaal in de E-ring van Saturnus.

## Elektrische verbinding met Saturnus
Het ruimtevaartuig Cassini heeft gemeten dat de geisers op de zuidpool van Enceladus geïoniseerd zijn en dat daar een elektrische stroom loopt. Die elektrische stroom maakt deel uit van een gesloten stroomcircuit. Dat circuit bestaat uit Saturnus en Enceladus zelf met daartussen (geleidend) plasma. De stroom loopt van de noordpool van Saturnus langs magnetische veldlijnen die Enceladus omvatten terug naar de zuidpool van Saturnus. De door de geisers uitgestoten geïoniseerd water, zuurstof en organische stoffen vormen een toroïde van plasma, met een grotere dichtheid dan gebruikelijk in de ruimte, rond Saturnus. Er zijn metingen gedaan aan warme plekken op de zuidpool van Enceladus, de zogenaamde "hot spots". Deze hot spots zijn te correleren met de geisers.

## Afbeeldingen

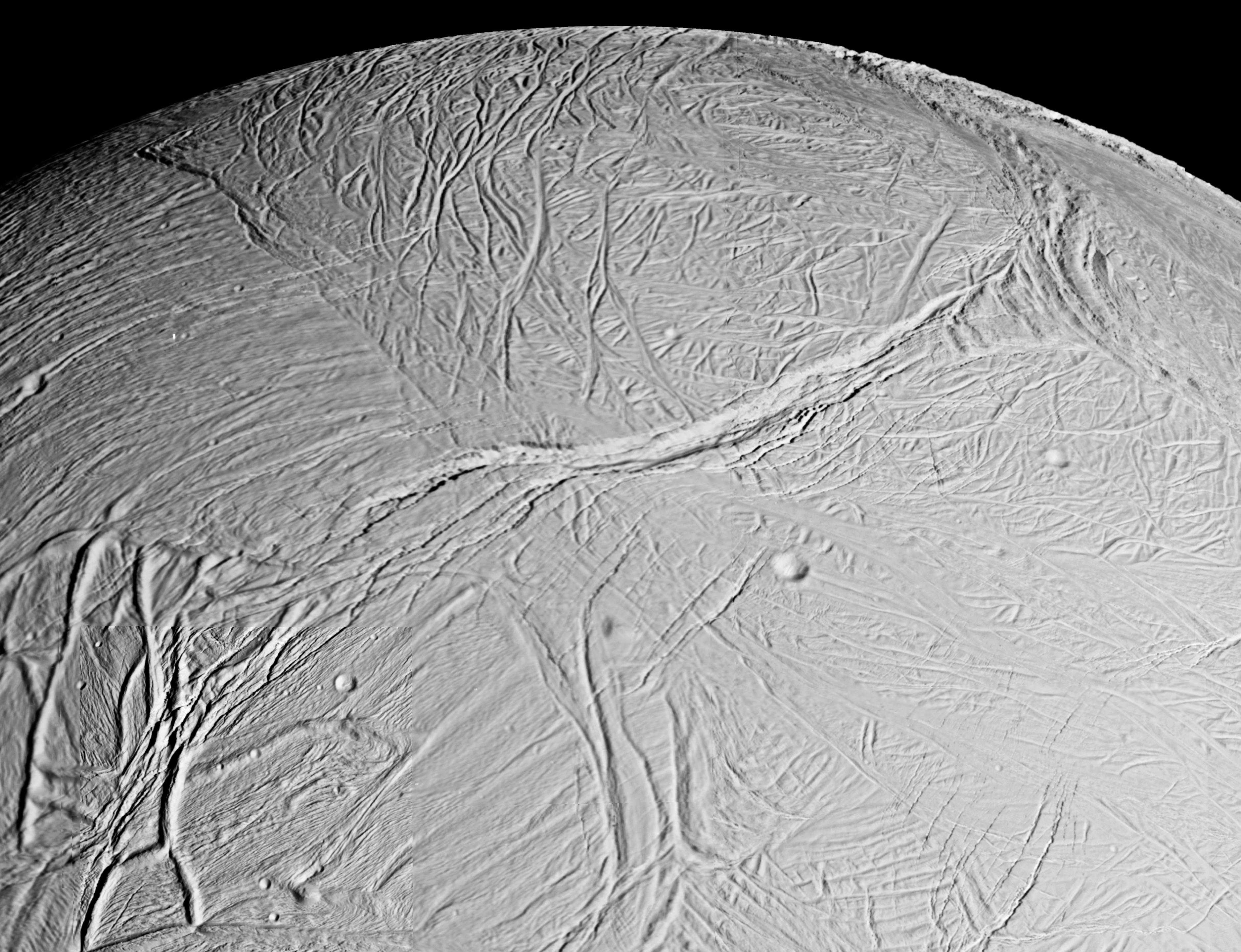
Het oppervlak van Enceladus
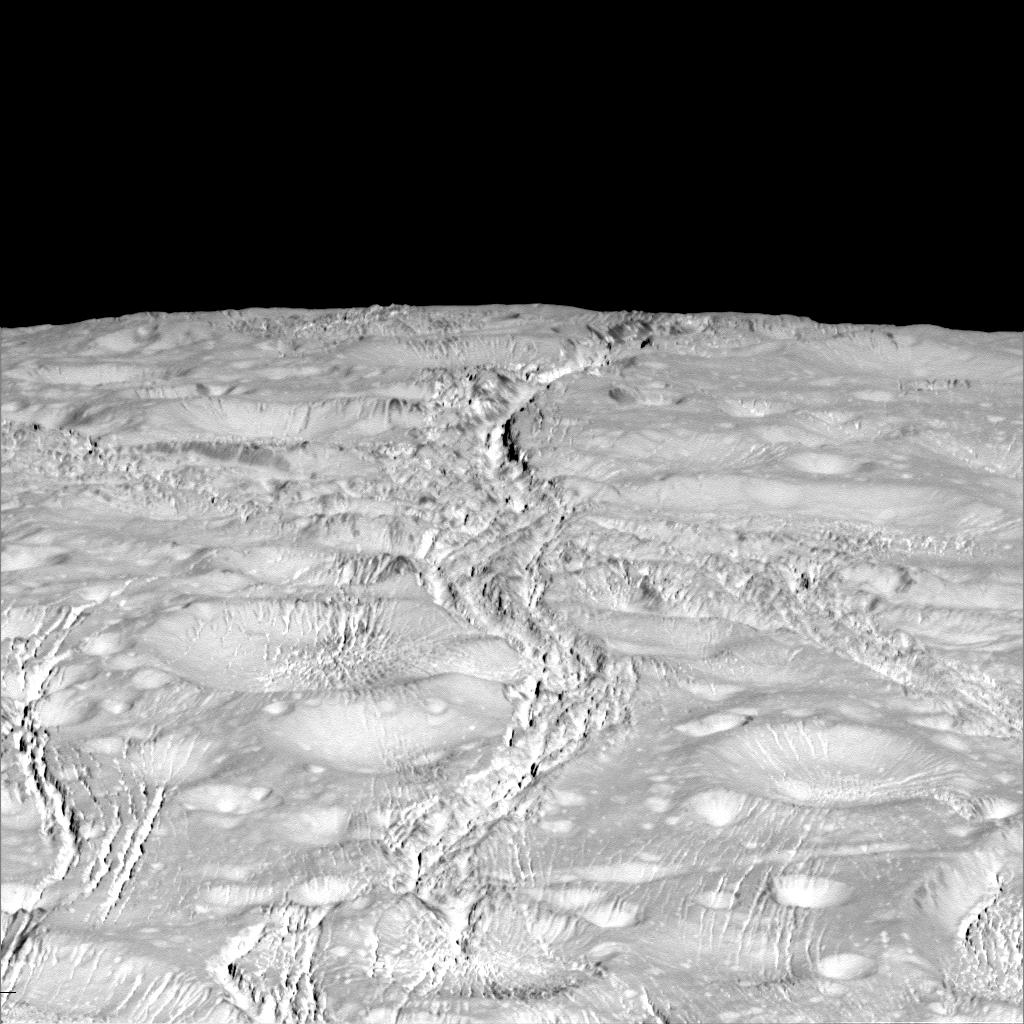
Een deel van Enceladus